# Холаргос
Холаргос (на гръцки: Χολαργός) е град в Гърция. Населението му е 30 840 жители (според данни от 2011 г.). Част е от Атинския метрополен район. Намира се в часова зона UTC+2. Пощенските му кодове са 155 61 и 155 62, телефонния 210, а МПС кода е Z.